# Quake (série de jeux vidéo)
 (octobre 2019).
Si vous disposez d'ouvrages ou d'articles de référence ou si vous connaissez des sites web de qualité traitant du thème abordé ici, merci de compléter l'article en donnant les références utiles à sa vérifiabilité et en les liant à la section « Notes et références ».
Pour les articles homonymes, voir Quake (homonymie).
Quake est une série de jeux vidéo de tir à la première personne (FPS) développée par id Software et Raven Software, et éditée par Activision et Bethesda Softworks. Elle compte à ce jour cinq opus. Le moteur des trois premiers titres a été libéré (sous licence GPL). La série est la première du genre FPS en 3D. Le moteur graphique a notamment influencé la création du moteur Source de la série Half-Life.

## Liste des opus
La série des Quake, dirigée et conçue notamment par John Carmack chez id Software, compte plusieurs titres :
- Quake (1996)
- Quake II (1997)
- Quake III Arena - coupant les ponts avec l'histoire originale et instaurant un système de tournois au succès immense auprès des joueurs du monde entier (1999)
- Quake 4 - reprend la suite de l'histoire de Quake 2. (2005)
- Quake Live - Basé sur Quake 3 Arena, se jouait initialement via un navigateur web. (Août 2010)
- Quake Champions. (septembre 2018)